# سعيد كمال
سعيد كمال واسمه الكامل محمد سعيد وصفي كمال (أبو زياد؛ وُلد في 17 فبراير 1943 في نابلس – تُوفي في 25 مارس 2017 في القاهرة) سياسي ودبلوماسي فلسطيني وأحد أعضاء المجلس الوطني الفلسطيني، كان سفيرًا لدولة فلسطين لدى جمهورية مصر العربية، ومندوبًا دائمًا لها لدى جامعة الدول العربية، ومساعدًا للأمين العام للجامعة، ورئيسًا لقطاع فلسطين والأراضي العربية المُحتلة في الجامعة، كما كان ممثلًا لفلسطين في منظمة تضامن الشعوب الأفريقية الآسيوية.

## حياته
درس في كلية النجاح الوطنية حتى عام 1956، ثم غادرها للدراسة في كلية الاقتصاد والعلوم السياسية في بغداد عام 1958، ولكنه أُبعد من العراق نتيجة حركة تموز 1958. انتقل إلى جامعة الإسكندرية وحصل منها على درجة البكالوريوس في المحاسبة.
بين عامي 1966 و1969 كان عضوًا في الهيئة التنفيذية للاتحاد العام لطلبة فلسطين، ولاحقًا رئيسًا لدائرة التنظيمات الشعبية الفلسطينية في القاهرة حتى عام 1970 حيث عُين نائبًا لمدير مكتب منظمة التحرير الفلسطينية لدى مصر.
عمل في الدائرة السياسية لمنظمة التحرير الفلسطينية نحو 18 عامًا وكان مساعدًا لرئيس الدائرة.
بعد إعلان الاستقلال الفلسطيني في 15 نوفمبر 1988، عُين سفيرًا لدولة فلسطين لدى جمهورية مصر العربية، إذ عُد أول سفيرٍ لدولة فلسطين لدى القاهرة واستمر في المنصب حتى عام 1994.
تولى مهام أمين عام مساعد في الجامعة العربية.

## وفاته
تُوفي سعيد كمال في العاصمة المصرية القاهرة في 25 مارس 2017.